# The Talented Mr. Ripley (romance)
The Talented Mr. Ripley (prt: O Talentoso Mr. Ripley; bra: O Talentoso Ripley) é um romance de suspense psicológico de 1955 de Patricia Highsmith. Este romance introduziu o personagem de Tom Ripley, que retorna em quatro romances subsequentes. Foi adaptado inúmeras vezes para a tela, incluindo Plein Soleil (1960), estrelado por Alain Delon e The Talented Mr. Ripley (1999), estrelado por Matt Damon.

## Trama
Tom Ripley é um jovem lutando para ganhar a vida na cidade de Nova York por todos os meios necessários, incluindo uma série de pequenos estelionatos. Um dia, ele é abordado pelo magnata do transporte Herbert Greenleaf para viajar para "Mongibello" (baseado na cidade turística de Positano), na Itália, para persuadir o filho errante de Greenleaf, Dickie, a retornar aos Estados Unidos e se juntar aos negócios da família. Ripley concorda, exagerando sua amizade com Dickie, um conhecido distante, a fim de ganhar a confiança de Herbert.
Pouco depois de chegar à Itália, Ripley conhece Dickie e sua namorada, Marge Sherwood. Dickie permite que Tom Ripley fique com ele em sua casa italiana. Conforme Ripley e Dickie passam mais tempo juntos, Marge se sente excluída. Logo após a chegada de Ripley, Freddie Miles, um amigo de escola de Dickie, visita sua casa de verão. Tom começa a ficar com ciúmes de Freddie e se aproxima de Marge por causa de sua angústia compartilhada na mudança de lealdade de Dickie.
Dickie fica perturbado quando inesperadamente encontra Ripley em seu quarto vestido com suas roupas e imitando seus maneirismos. A partir deste momento, Ripley percebe que Dickie começou a cansar dele, ressentindo sua presença constante e crescente dependência pessoal. Ripley realmente se tornou obcecado por Dickie, o que é ainda mais reforçado por seu desejo de imitar e manter o estilo de vida luxuoso que Dickie lhe proporcionou. Como um gesto para Ripley, Dickie concorda em viajar com ele em um curto feriado em San Remo. Sentindo que Dickie está prestes a se livrar dele, Ripley finalmente decide assassiná-lo e assumir sua identidade. Quando os dois partem em um pequeno barco alugado, Ripley o mata com um golpe de remo, joga seu corpo na água com um peso de âncora e afunda o barco.
Ripley assume a identidade de Dickie, vivendo às custas do  fundo fiduciário deste e fornecendo comunicações cuidadosas a Marge para assegurá-la que Dickie a deixou. Ripley falsifica cheques e muda sua aparência para se parecer mais com Dickie, a fim de continuar o estilo de vida luxuoso que ele desfrutava. Freddie Miles encontra Ripley no que ele supõe ser o apartamento de Dickie em Roma; ele logo suspeita que algo está errado. Quando Miles finalmente o confronta, Ripley o mata com um cinzeiro pesado de vidro no apartamento. Mais tarde, ele se desfaz do corpo nos arredores de Roma, tentando fazer a polícia acreditar que ladrões mataram Miles.
Ripley entra em um jogo de perseguição com a polícia italiana, mas consegue manter-se seguro restaurando sua própria identidade e se mudando para Veneza. Em sucessão, Marge, o pai de Dickie, e um detetive particular americano confrontam Ripley, que sugere a eles que Dickie estava deprimido e pode ter cometido suicídio. Marge fica um tempo na casa alugada de Ripley em Veneza. Quando ela descobre os anéis de Dickie na posse de Ripley, ela parece estar prestes a descobrir a verdade. Em pânico, Ripley pensa em matar Marge, mas ela é salva quando diz que se Dickie deu seus anéis para Ripley, provavelmente ele pretendia se matar.
A história termina com Ripley viajando para a Grécia e resignando-se a ser eventualmente pego. No entanto, ele descobre que a família Greenleaf aceitou que Dickie está morto e também que eles transferiram sua herança para Ripley - de acordo com um testamento forjado por Ripley na máquina de escrever Hermes de Dickie. Embora o livro termine com Ripley feliz e rico, também sugere que ele pode ser para sempre perseguido pela paranoia. Em um dos parágrafos finais, ele imagina ansiosamente um grupo de policiais esperando para prendê-lo, e Highsmith deixa seu protagonista se perguntando: "... ele iria ver policiais esperando por ele em todos os píeres que ele já se aproximou?" Ripley, entretanto, descarta isso rapidamente e prossegue com sua viagem.

## Recepção
Em 1956, os Mystery Writers of America indicaram o romance para o Prêmio Edgar Allan Poe de Melhor Romance. Em 1957, o romance ganhou o Grand Prix de Littérature Policière como melhor romance policial internacional.
Em 5 de novembro de 2019, a BBC News listou The Talented Mr. Ripley em sua lista dos 100 romances mais inspiradores.

## Adaptações

### Televisão
- O romance foi adaptado pela primeira vez para um episódio de janeiro de 1956 da antologia da série de televisão Studio One.
- Ripley, uma série estrelada por Andrew Scott como Tom Ripley, foi anunciada em setembro de 2019. A minissérie de oito episódios foi encomendada pela Showtime, com roteiro e direção de Steven Zaillian.[5][6][7] A série foi transferida para a Netflix em fevereiro de 2023.[8] Todos os oito episódios foram disponibilizados na Netflix em 4 de abril de 2024.[9]

### Filme
- Plein Soleil (1960), dirigido por René Clément, estrelado por Alain Delon como Ripley e Maurice Ronet como Greenleaf.
- A versão cinematográfica de 1999, dirigida por Anthony Minghella, é estrelada por Matt Damon como Ripley, Jude Law como Dickie e Gwyneth Paltrow como Marge.
- A adaptação em língua tâmil indiana de 2012, Naan, é baseada tanto no romance quanto em sua adaptação de 1999.[10][11]

### Rádio
- A adaptação da BBC Radio 4 de 2009 dos romances de Ripley é estrelada por Ian Hart como Ripley, Stephen Hogan como Dickie e Barbara Barnes como Marge.[12]

### Áudio-livro
- Em 2007, foi publicado um audiolivro integral, narrado por David Menkin.[13]

### Teatro
- Em 2010, o romance foi adaptado para uma produção teatral no Royal Theatre de Northampton, estrelado por Michelle Ryan.[14]